# スキンシップ
スキンシップ(skin ship)は、互いの身体や肌の一部を触れ合わせることにより親密感や帰属感を高め、一体感を共有しあう行為を指す言葉である。
親と子供など家族関係にある者や、友人同士が手を握り合ったり抱きしめ合うものや、話しかける相手の身体に軽く触れる行為もスキンシップと言える。スキンシップにより愛情ホルモン（オキシトシン）が分泌され、幸せを感じやすくなり・人間関係が良好になりやすい。
飼い犬や猫、また公園に見かける鹿やハト、動物園で飼育されているキリンなど、人に慣れた動物が、明らかに意図的に人間にすり寄って来る様子も動物からのスキンシップと言えるが、単にエサを求めている場合との見極めが必要である。

## 語源
スキンシップという言葉は、1953年に開催されたWHOのセミナーで、アメリカ人女性がたまたま話した造語を平井信義が日本に持ち帰り、やがて全国的に広まったと『日本大百科全書』では紹介されているため、和製英語であるか否かの判断は別れる。
英語圏では、該当する行為はフィジカルインティマシー（英: Physical intimacy）というため通じにくいものの、「スキンシップ（skin ship）」という活字を含む表現自体はSNSサイトなどを中心に共有されており、全く理解されないという訳ではない。日本以外では、韓国でも日本語からの輸入でスキンシプ（스킨십）という言葉を使っている。2021年9月の改訂で、skinship が見出し語としてオックスフォード英語辞典に追加された。

## 文化による違い
スキンシップには文化によって違いがある。一般に、アメリカ人はあまりスキンシップを取らないが、イギリス人、イギリス系カナダ人、ドイツ人などはさらに身体接触が少ないとされているし、日本人の身体接触の頻度はアメリカ人の半分程度と推定されている。一方、フランス人、フランス系カナダ人、イタリア人、 東南アジア人、ロシア人、スペイン人、ラテン·アメリカ人は、アメリカ人に比べて対人関係がより触覚的である。